# NGC 7482
NGC 7482 је елиптична галаксија у сазвежђу Рибе која се налази на NGC листи објеката дубоког неба.
Деклинација објекта је + 3° 3' 32" а ректасцензија 23h 5m 38,6s. Привидна величина (магнитуда) објекта NGC 7482 износи 13,7 а фотографска магнитуда 14,7. NGC 7482 је још познат и под ознакама NGC 7472, MCG 0-58-29, CGCG 379-31, ARAK 574, PGC 70446.